# Bahrain World Trade Center

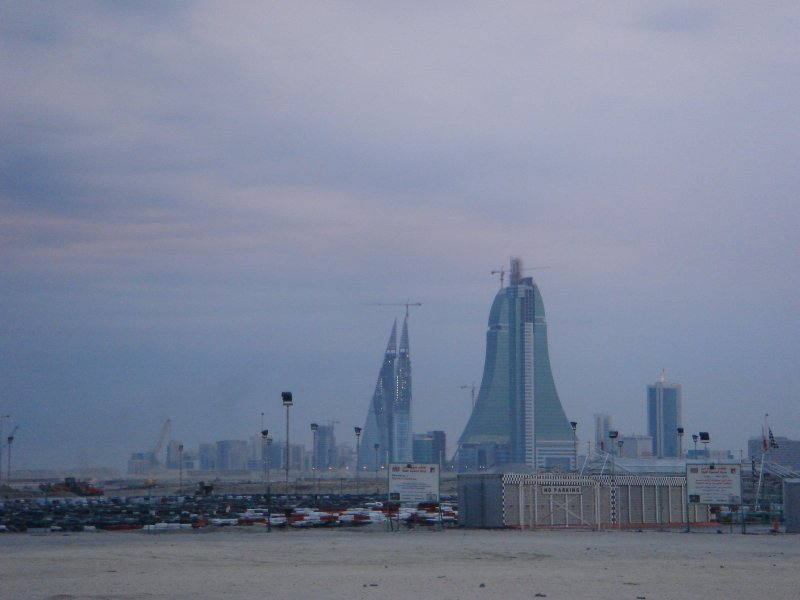

Bahrain World Trade Center är en byggnad i Bahrains huvudstad, Manama. Den består av två torn, och är en av de högsta byggnaderna i Bahrain. Båda tornen är 240 meter höga. Byggnaden är den första skyskrapan i världen som har integrerade vindkraftverk, för att producera energi till byggnaden. Detta har gett byggnaden flera priser för bruk av teknologi och miljövänlighet. Byggnaden förkortas ofta BWTC.

## Bygget
Bygget påbörjades 2006, avslutades 2008 och kostade 150 miljoner dollar. Byggnaden designades av arkitekterna Atkins. 

## Utseende
Byggnaden är 44 våningar hög, och tornen är 240 meter höga vardera. Förutom detta finns även ett shoppingcenter på ungefär 16 500 kvadratmeter. Tornen är designade som en blandning mellan segel och flygplansvingar, för att säkra att de tre vindkraftverken har lika hög fart. Vindkraftverken beräknas producera 11–15 procent av det totala energibehovet till tornen, något som skulle innebära omkring 1.1–1,3 gigawatt årligen. Vindkraftverken togs i bruk för första gången 8 april 2008, samma år som byggnaden stod färdig.

## Priser och utmärkelser
Atkins, arkitekterna som ritade skyskrapan, vann Architect of The Year 2008 för designerna på skyskrapan. Dessutom har byggnaden utnämnts till många priser för sin miljövänliga användning av teknologi och energi, däribland NOVA Award 2009.